# Nine to the Universe
Albums de Jimi Hendrix
Midnight Lightning
(1975) The Jimi Hendrix Concerts
(1980)
Nine to the Universe est un album studio posthume du guitariste américain Jimi Hendrix publié en 1980 par Alan Douglas. Disque entièrement instrumental et improvisé, il ne rencontre pas de succès à sa sortie (en raison du format, plus dédié aux amateurs de jazz rock improvisé) se classant 127e aux Etats-Unis. L'album n'a jamais été officiellement réédité en CD.

## Contenu
Nine to the Universe est le troisième album posthume de Jimi Hendrix produit par Alan Douglas. Contrairement aux deux précédents controversés en 1975, le producteur n'a pas procédé à des réenregistrements avec des musiciens de sessions et a principalement conservé les pistes d'accompagnement et les musiciens d'origine. Cependant, il a intitulé les morceaux de l'album (vu que Hendrix n'avait pas nommé ces improvisations). Les enregistrements utilisés proviennent des sessions de mars 1969 au Record Plant et fin août 1969 au Hit Factory. Un instrumental était intitulé Young/Hendrix, d'après l'organiste Larry Young et un autre "Jimi/Jimmy Jam", d'après le guitariste Jim McCarty. A travers ces instrumentaux, Douglas défend notamment l'hypothèse selon laquelle Jimi Hendrix se serait tourné vers le jazz-rock de Miles Davis ou John McLaughlin.
Le bassiste Dave Holland a commenté : "Je ne sais pas trop pourquoi j'ai été appelé, mais j'étais vraiment heureux de le faire. C'était très amusant et très informel. Rien n'était vraiment prévu [...] C'était vraiment relâché, et Jimi avait l'air de l'assembler au fur et à mesure [...] Aucun de ces trucs n'a jamais été destiné à être publié [...] Pour moi, c'était embarrassant. Je suis sûr que Jimi aurait dit: "Tu es fou!" et ne laissez jamais cela arriver. Il s'agissait de gens qui essayaient de gagner de l'argent avec Jimi Hendrix. ".

### Nine to the UniverseetJimi/Jimmy Jam
L'album s'ouvre sur Nine To The Universe, enregistré le 22 mai 1969 au Record Plant avec le bassiste Billy Cox et le batteur Buddy Miles (avec qui ils formeront le Band of Gypsys l'automne suivant). Alan Douglas a réduit le morceau de 18:49 à 8:46 coupant les passages inintéressant (guitare désaccordée, chant de Devon Wilson...). Musicalement, Nine To The Universe est très structuré : la première partie, très rythmique, comporte des variations autour des futures compositions de Earth Blues et Message To Love avant un solo en son clair. C'est après une long break de Buddy Miles en solo que Jimi lance le riff des couplets de Message To Love avant de partir dans un solo très saturé. Cependant, l'accompagnement reste statique tout du long du morceau, caractéristique qui se retrouvera dans l'album Band of Gypsys en 1970. C'est le seul morceau de l'album où Hendrix chante brièvement.

Le second titre, Jimi/Jimmy Jam date du 25 mars 1969. Désormais disponible sur Hear My Music (dans une version de 16:59), la version de Douglas ne dure que 7:58, ce qui la rend plus accessible que celle de Dagger Records. Comme son titre l'indique, Hendrix joue en duo avec Jim McCarty, du Buddy Miles Express. Si c'est Mitch Mitchell qui est à la batterie, c'est Roland Robinson qui est à la basse (contrairement à ce qui est indiqué sur les crédits des pirates qui désignent Dave Holland), mais son jeu trop libre ne s'accorde pas avec celui du premier. Le jeu de Hendrix propose un jeu de guitare proche du jazz en termes de conception et placement d'accords tout en poussant l'effet Octavia dans ses derniers retranchements, bien qu'elle soit raccourcie. Mais il est bien répondu par le jeu de Jim McCarty. Enfin Hendrix entame un solo proche du blues que le bassiste puis les deux autres suivent, ce qui donne un duo de guitares comme chez The Allman Brothers Band avant que Hendrix ne reprenne l'effet Octavia pour conclure. Mais les musiciens présents étaient opposés à sa publication : 

« C'était du Alan Douglas. Il y a eu tellement de merde qui à mon avis n'aurait jamais dû être publiée. Ce matériel n'a jamais été destiné à être publié sur un album officiel. Mais, après la mort de Jimi, vous aviez tous ces gens qui se battaient pour faire du fric sur son nom. En sortant toute cette merde qui n'aurait jamais dû être publiée. Ce titre de Nine To The Universe en fait partie. Les trois premiers albums, voilà son héritage. Il y avait beaucoup de grands guitaristes alors. Clapton, Beck, Page, Michael Bloomfield... J'ai connu tous ces mecs. Mais Hendrix était au-dessus du lot. Et tout le monde le savait. Il était (et reste) le meilleur. »

— Jim McCarty, http://www.rocknrolluniverse.com/

### Young/Hendrix,Easy BluesetDrone Blues
La face 2 s'ouvre sur Young/Hendrix enregistrée le 14 avril 1969. De 14:26, Douglas a réduit Young/Hendrix à 10:22, recentrant le titre autour des solos de Jimi Hendrix. Pour cette improvisation, Jimi joue avec Larry Young, un des meilleurs organistes au monde qui a également joué notamment dans l'album Bitches Brew de Miles Davis. Cette improvisation a sa place dans la carrière du guitariste car elle montre son intérêt pour le jazz électrique que va explorer Miles Davis, avec un jeu très rythmique et les échanges entre Hendrix et Young fonctionnent très bien, l'un appuyant le discours de l'autre dans ses solos et inversement. Ils sont accompagnés par le bassiste Dave Holland et le batteur Buddy Miles (et non le bassiste Billy Rich et Mitch Mitchell comme indiqués dans les crédits) qui ont une section rythmique solide.
Easy Blues date du 28 août 1969, lors des séances du Gypsy Sun & Rainbows au Hit Factory avec Billy Cox à la basse, Mitch Mitchell à la batterie, Larry Lee en seconde guitare et les percussionnistes Jerry Velez et Juma Sultan. D'une durée de 9:59, Douglas a réduit le titre à 4:17, en recentrant le morceau autour de Hendrix, supprimant ainsi les solos de guitare de Larry Lee. Comme son titre l'indique, c'est un blues, sans doute le morceau le plus abordable de l'album, avec de solides lignes de basse, et quelques plans rythmiques très efficaces.
Le dernier morceau, Drone Blues, provient de la session du 24 avril 1969 au Record Plant avec toujours Billy Cox à la basse, Rocky Isaac à la batterie et Al Marks aux percussions. Édité de 8:34 à 6:16 par Douglas (qui a effacé le jeu du percussionniste), Drone Blues est une improvisation de blues dans laquelle Hendrix joue ici très saturé tout en prenant plus de risques qu'en concert. Le seul point faible de ce titre vient de la partie de batterie de Rocky Isaac qui n'est pas à la hauteur de Buddy Miles et de Mitch Mitchell, son jeu manquant de précision. On retrouve désormais ce titre sur Hear My Music, dans une version plus complète.
Quels sont les traits marquants de l'improvisation de Hendrix ? Dans un premier temps, il ne s'éloigne jamais trop du blues, ses racines. Il utilise ainsi la pentatonique de mi mineure, mais il est loin de s'y limiter. Il alterne le plus souvent entre mi majeur et mi mineur, comme les grands artistes de blues, mais dans un contexte qui n'est pas blues. En cela, il se rapproche de ce que Miles Davis allait faire dans sa première période électrique. Les passages majeur-mineur se font toujours naturellement, dans le cadre d'un véritable discours musical.
Outre les notes de passages "classiques" des guitaristes de blues et de rock (le mi bémol et le si bémol en l'espèce), Jimi n'hésite pas à jouer la seconde (fa#) ou la sixte majeure (do#). Techniquement, Hendrix passe aussi naturellement d’un style à l’autre qu'avec l'harmonie : il alterne tirés, jeu en octaves, jeu en accords, au levier de vibrato à l'occasion, dans le cadre d'un discours : c'est ce qui fait toute la différence entre le musicien et le seul guitariste. Il en va de même pour les effets où Hendrix utilise la fuzz et sa wah wah pour moduler l’intensité, ou ponctuer son improvisation.

## Parution et réception
Reprise Records a publié l'album en mars 1980 aux États-Unis, où il se classe 127e au classement album Billboard 200. En juin 1980, Polydor Records l'a publié au Royaume-Uni, mais il ne s'est pas classé. L'album n'a pas été réédité, mais la plupart des chansons ont été rééditées sur diverses compilations Hendrix, sans les modifications de Douglas. Selon le biographe de Hendrix Harry Shapiro, WEA a sorti l'album en 1979 au Brésil avec une pochette et un ordre des titres différent.
Dans une critique pour The Village Voice, le critique musical Robert Christgau a attribué à Nine to the Universe un "B+" et l'a qualifié de "R&B progressif stimulant" présentant les improvisations les plus orientées jazz d'Hendrix. Cependant, il s'est demandé "si des structures plus serrées n'auraient pas poussé [Hendrix] à réfléchir plus fort et plus vite", tout en trouvant que Young, étant le seul musicien de jazz, sonnait moins "loin" qu'habituellement. Paul Evans lui a attribué trois étoiles et demie sur cinq dans The Rolling Stone Album Guide (1992) et a déclaré que l'éthique de la production de Douglas était discutable mais a abouti à un style de fusion dans lequel Hendrix « sonne bien », citant le album comme le plus « vital » des disques produits par Douglas. Selon le spécialiste de la musique Craig Hansen Werner, avec Right Off de Miles Davis (1971) et les albums Guitar (1986) et Seize the Rainbow (1987) de Sonny Sharrock, Nine to the Universe était l'une des rares œuvres à suggérer la direction que Hendrix et Davis auraient exploré s'ils avaient travaillé ensemble.

## Les titres
Toutes les chansons sont enregistrées au Record Plant Studios à New York, sauf mention contraire.
Toutes les chansons sont écrites et composées par Jimi Hendrix, sauf mention contraire.
| 1.    | Nine To The Universe | 22 mai 1969                               | 8:45  |
| 2.    | Jimi/Jimmy Jam       | 25 mars 1969                              | 8:04  |
| 3.    | Young/Hendrix        | 14 avril 1969                             | 10:22 |
| 4.    | Easy Blues           | 28 août 1969 à The Hit Factory à New York | 4:30  |
| 5.    | Drone Blues          | 24 avril 1969                             | 6:16  |
| 38:58 |                      |                                           |       |

## Personnel
- Jimi Hendrix : guitare (son chant sur Nine To The Universe est supprimé)
- Billy Cox : basse sur Nine To The Universe, Easy Blues et Drone Blues
- Buddy Miles : batterie sur Nine To The Universe et Young/Hendrix
- Mitch Mitchell : batterie sur Jimi/Jimmy Jam et Easy Blues
- Jim McCarty : guitare sur Jimi/Jimmy Jam
- Roland Robinson : basse sur Jimi/Jimmy Jam
- Larry Young : orgue sur Young/Hendrix
- Dave Holland : basse sur Young/Hendrix
- Larry Lee : guitare rythmique sur Easy Blues (sa partie de guitare solo est supprimée)
- Rocky Isaac : batterie sur Drone Blues
- Al Marks : percussion sur Drone Blues
- Juma Sultan et Jerry Velez : percussions sur Easy Blues (effacés, remplacés par un musicien inconnu au tambourin)
- Devon Wilson : chœurs sur Nine To The Universe (supprimé)